# Joanne Brackeen

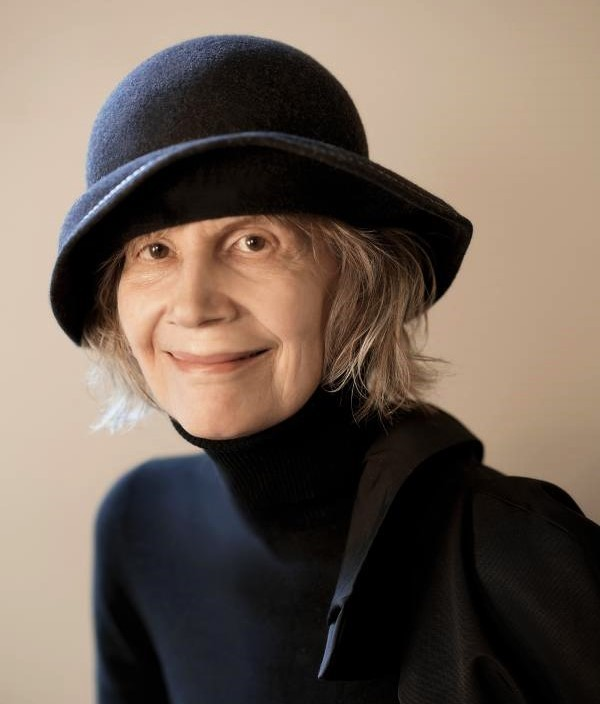
Joanne Brackeen, 2024

Joanne Brackeen (* 26. Juli 1938 in Ventura (Kalifornien) als Jo Anne Grogan) ist eine US-amerikanische Jazzpianistin und Hochschullehrerin.

## Leben und Wirken
Brackeen lernte als Elfjährige Klavier, indem sie die Soli von Platten von Frankie Carle nachspielte und auch ihre „innere Musik“ auf dem Instrument ertönen ließ. Sie hatte auch später nur wenige Musikstunden und verließ 1958 bereits nach drei Tagen das Konservatorium von Los Angeles. Wenig später folgten erste Auftritte mit  Dexter Gordon, Teddy Edwards, Harold Land, Bobby Hutcherson, Don Cherry, Charlie Haden und Charles Lloyd. Sie wirkte auch an einigen Soul Jazz Alben des Vibraphonisten Freddie McCoy mit. Nach der Heirat mit Saxophonist Charles Brackeen (mittlerweile geschieden) musste sie sich von der Szene zurückziehen, um ihre Kinder (2 Töchter, 2 Söhne) aufzuziehen. 1966, inzwischen nach New York City gezogen, trat sie wieder in der Öffentlichkeit in Erscheinung. 1969 arbeitete sie mit Woody Shaw und David Liebman. Zwischen 1969 und 1972 war Brackeen das erste weibliche Mitglied von Art Blakeys Jazz Messengers. Anschließend folgten Engagements bei Joe Henderson (1972–75) und bei Stan Getz (1975–1977, zu hören auf Getz/Gilberto ’76), bevor sie – als herausragende Pianistin etabliert – ihre eigenen Trios und Quartette gründete, in denen u. a. Ravi Coltrane, Eddie Gomez, Jack DeJohnette, Cecil McBee und Billy Hart spielten. Sie trat auch solo – z. B. in der Carnegie Hall – auf.
Brackeen hat die gesamte Geschichte des Jazz – einschließlich Abstraktion und Fusion – verarbeitet.  Ihre musikalische Spannweite reicht von Standards über modalen Jazz zu freier Improvisation. Mittlerweile hat sie über 300 Stücke komponiert. Ihre Kompositionen, teilweise mit verschobenen Rhythmen und idiosynkratischen Melodien entstammen der Tradition, klingen aber häufig hardbopverhaftet. Ihre Flexibilität und Produktivität sichert ihr in der Jazzkritik einen Platz als hochrangige Pianistin – Leonard Feather hat beispielsweise angemerkt, dass sie für die 1980er so wichtig war, wie Bill Evans oder Herbie Hancock für die 1960er und Keith Jarrett und McCoy Tyner für die 1970er. Ihr Album Pink Elephant Magic wurde 1999 für den Grammy nominiert. Obwohl sie sich das Jazzklavier autodidaktisch erarbeitet hat, ist Joanne Brackeen seit 1994 Professorin am Berklee College of Music.

## Diskographie
| Jahr der Aufnahme | Titel                                  | Label               | Personal/Bemerkungen |
| ----------------- | -------------------------------------- | ------------------- | --- |
| 1975              | Snooze                                 | Choice              | Trio, mit Cecil McBee, Billy Hart, veröffentlicht auch unter dem Titel Six Ate bei Candid |
| 1976              | Invitation                             | Freedom             | Trio, mit Clint Houston, Billy Hart |
| 1976              | New True Illusion                      | Timeless            | Duo, mit Clint Houston |
| 1977              | Tring-a-Ling                           | Choice              | Trio mit Clint Houston, Billy Hart; Quartett mit Michael Brecker, Cecil McBee, Billy Hart |
| 1977              | AFT                                    | Timeless            | Trio, mit Ryo Kawasaki, Clint Houston |
| 1978              | Trinkets and Things                    | Timeless            | Duo, mit Ryo Kawasaki |
| 1978              | Prism                                  | Choice              | Duo, mit Eddie Gomez (Bass) |
| 1978              | Mythical Magic                         | MPS                 | Solo piano |
| 1979              | Keyed In                               | Tappan Zee/Columbia | Trio, mit Eddie Gomez, Jack DeJohnette |
| 1980              | Ancient Dynasty                        | Tappan Zee/Columbia | Quartett, mit Joe Henderson, Eddie Gomez, Jack DeJohnette |
| 1981              | Special Identity                       | Antilles            | Trio, mit Eddie Gomez, Jack DeJohnette |
| 1985              | Havin’ Fun                             | Concord Records     | Trio, it Cecil McBee, Al Foster |
| 1986              | Fi-Fi Goes to Heaven                   | Concord Jazz        | mit Terence Blanchard, Branford Marsalis, Cecil McBee, Al Foster |
| 1989              | Live at Maybeck Recital Hall, Volume 1 | Concord Jazz        | Solo piano |
| 1991              | Breath of Brazil                       | Concord Jazz        | Quartett, mit Eddie Gomez, Duduka da Fonseca, Waltinho Anastácio |
| 1991              | Is It Really True                      | Konnex              | Trio, mit Walter Schmocker, Billy Hart |
| 1991              | Where Legends Dwell                    | Ken                 | Trio, mit Eddie Gomez, Jack DeJohnette |
| 1992              | Turnaround                             | Evidence            | Quartett, mit Donald Harrison, Cecil McBee, Marvin „Smitty“ Smith |
| 1993              | Take a Chance                          | Concord Jazz        | Quartett, mit Eddie Gomez, Duduka da Fonseca, Waltinho Anastácio |
| 1994              | Power Talk                             | Turnipseed          | Trio, mit Ira Coleman, Tony Reedus; Livemitschnitt |
| 1999              | Pink Elephant Magic                    | Arkadia Jazz        | Solo Piano; Trio mit John Patitucci, Horacio Hernández; Quartett mit Chris Potter, Patitucci, Hernandez; Quintett, zusätzlich mit Nicholas Payton; Sextett, zusätzlich mit Jamey Haddad (Percussion); Quartett mit Patitucci, Hernandez, Dave Liebman; Quintett, zusätzlich mit Kurt Elling |
| 2000              | Popsicle Illusion                      | Arkadia Jazz        | Solo piano |

## Ehrungen
- 2018 NEA Jazz Masters Fellowship

## Zitate
„Brackeen, like Picasso, broke convention, and she always likely will.“